# Abetouro-americano
O abetouro-americano (Botaurus lentiginosus) é uma espécie de ave pernalta da família Ardeidae. Está presente na região neoártica, reproduzindo-se no Canadá e nas regiões norte e central dos Estados Unidos, e invernando nos estados da Costa do Golfo dos EUA, em toda a Flórida até os Everglades, nas ilhas do Caribe e em partes da América Central.
É uma ave marrom solitária e bem camuflada que habita discretamente os pântanos e a vegetação grosseira na borda de lagos e lagoas. Na época de reprodução, é notado principalmente pelo chamado alto e estrondoso do macho. O ninho é construído logo acima da água, geralmente entre juncos e taboas, onde a fêmea incuba a ninhada de ovos cor de oliva por cerca de quatro semanas. Os filhotes saem do ninho depois de duas semanas e estão completamente desenvolvidos com seis ou sete semanas.
O abetouro-americano se alimenta principalmente de peixes, mas também come outros pequenos vertebrados, bem como crustáceos e insetos. É bastante comum em sua ampla área de distribuição, mas acredita-se que seu número esteja diminuindo, especialmente no sul, devido à degradação do habitat. No entanto, a população total é grande e a União Internacional para a Conservação da Natureza avaliou seu status de conservação como sendo de "pouco preocupante".

## Descrição

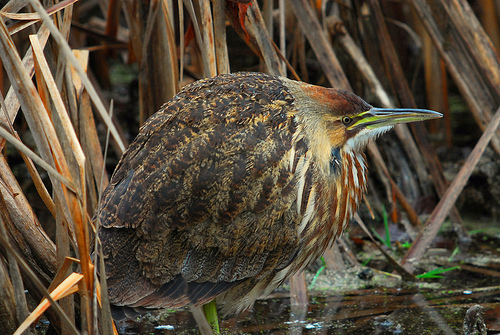
Abetouro-americano, penas inchadas, en.

O abetouro-americano é uma ave grande, robusta e marrom, muito semelhante ao abetouro-eurasiano (Botaurus stellaris), embora um pouco menor, e a plumagem é salpicada em vez de barrada. Seu comprimento é de 58-85 cm, com envergadura de 92-115 cm e massa corporal de 370-1.072 g.
A coroa é marrom-castanha, com o centro das penas preto. A lateral do pescoço tem uma mancha alongada preto-azulada que é maior no macho do que na fêmea. O pescoço traseiro é oliva, e o manto e as escápulas são marrom-castanho-escuros, barrados e salpicados de preto, com algumas penas com bordas lustrosas. O dorso, a garupa e a parte superior da cauda são de cor semelhante, mas mais finamente salpicados de preto e com as bases das penas cinza. As penas da cauda são marrom-castanhas com bordas salpicadas, e as primárias e secundárias são marrom-escuras com pontas lustrosas ou castanhas. As bochechas são marrons, com uma listra superciliar amarronzada e uma faixa de cor semelhante. O queixo é branco-creme com uma faixa central castanha, e as penas da garganta, do peito e da parte superior do ventre são castanhas e cor de ferrugem, finamente delineadas com preto, dando um efeito listrado às partes inferiores. Os olhos são cercados por pele amarelada e a íris é amarelo-claro. O bico longo e robusto é verde-amarelado, com a mandíbula superior mais escura do que a inferior, e as pernas e pés são verde-amarelados. Os juvenis se assemelham aos adultos, mas as laterais do pescoço são menos oliva.

## Taxonomia
O abetouro-americano foi descrito pela primeira vez em 1813 pelo clérigo inglês Thomas Rackett [en], a partir de um indivíduo errante que ele examinou em Dorset, Inglaterra. Nenhuma subespécie existente é aceita. No entanto, fósseis encontrados no Rio Ichetucknee [en], na Flórida, e originalmente descritos como uma nova forma de garça (Palaeophoyx columbiana) foram mais tarde reconhecidos como uma subespécie menor e pré-histórica do abetouro-americano que viveu durante o Pleistoceno Tardio e, portanto, seria chamado de B. l. columbianus. Seu parente vivo mais próximo é o abetouro-ruivo (Botaurus pinnatus) da América Central e do Sul.
O nome genérico Botaurus foi dado pelo naturalista inglês James Francis Stephens e é derivado do latim medieval butaurus, "abetouro", construído a partir do nome em inglês médio para o abetouro-eurasiano, botor. Plínio deu uma derivação fantasiosa de Bos (boi) e taurus (touro), porque o canto do abetouro se assemelha ao berro de um touro. O nome da espécie lentiginosus significa "sardento" em latim, de lentigo (sarda), e se refere à plumagem salpicada.
Muitos nomes populares são dados para seu chamado característico. Em seu livro sobre os nomes comuns das aves americanas, Ernest Choate lista "bog bumper" e "stake driver". Outros nomes vernaculares incluem "thunder pumper", "bog bull", "bog thumper", "mire drum" e "water belcher".

## Distribuição e habitat
Sua área de distribuição inclui grande parte da América do Norte. Reproduz-se no sul do Canadá até o norte da Colúmbia Britânica, no Grande Lago do Escravo e na Baía de Hudson, e em grande parte dos Estados Unidos e possivelmente no centro do México. Ele migra para o sul no outono e passa o inverno no sul dos Estados Unidos, na região da Costa do Golfo, principalmente nos Everglades pantanosos da Flórida, nas ilhas do Caribe e no México, com registros anteriores também do Panamá e da Costa Rica. Como migrante de longa distância, é uma ave errante muito rara na Europa, incluindo a Grã-Bretanha e a Irlanda. É uma ave aquática e frequenta pântanos, brejos e as margens com vegetação densa de lagos e lagoas de águas rasas, tanto de água doce quanto salobra ou salgada. Às vezes, alimenta-se ao ar livre em prados e pastos úmidos.

## Comportamento

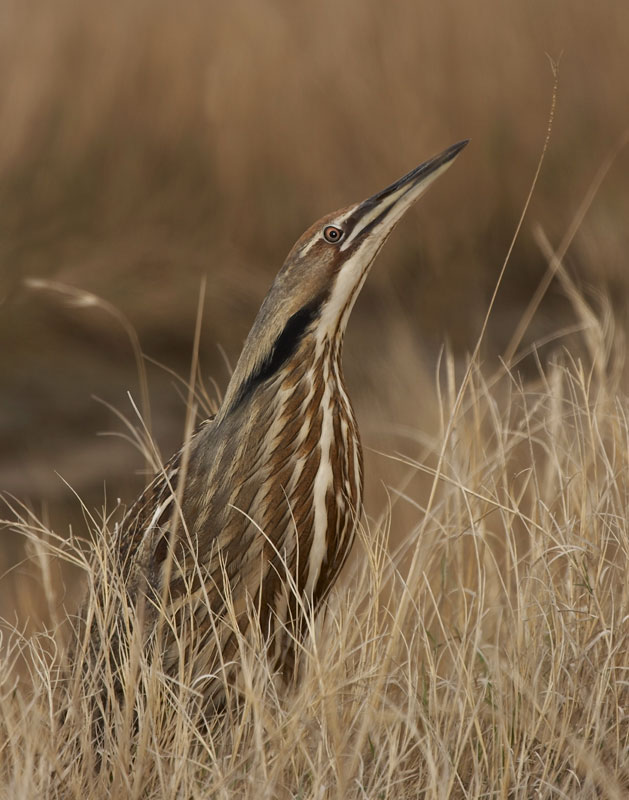
Abetouro-americano tentando se esconder.

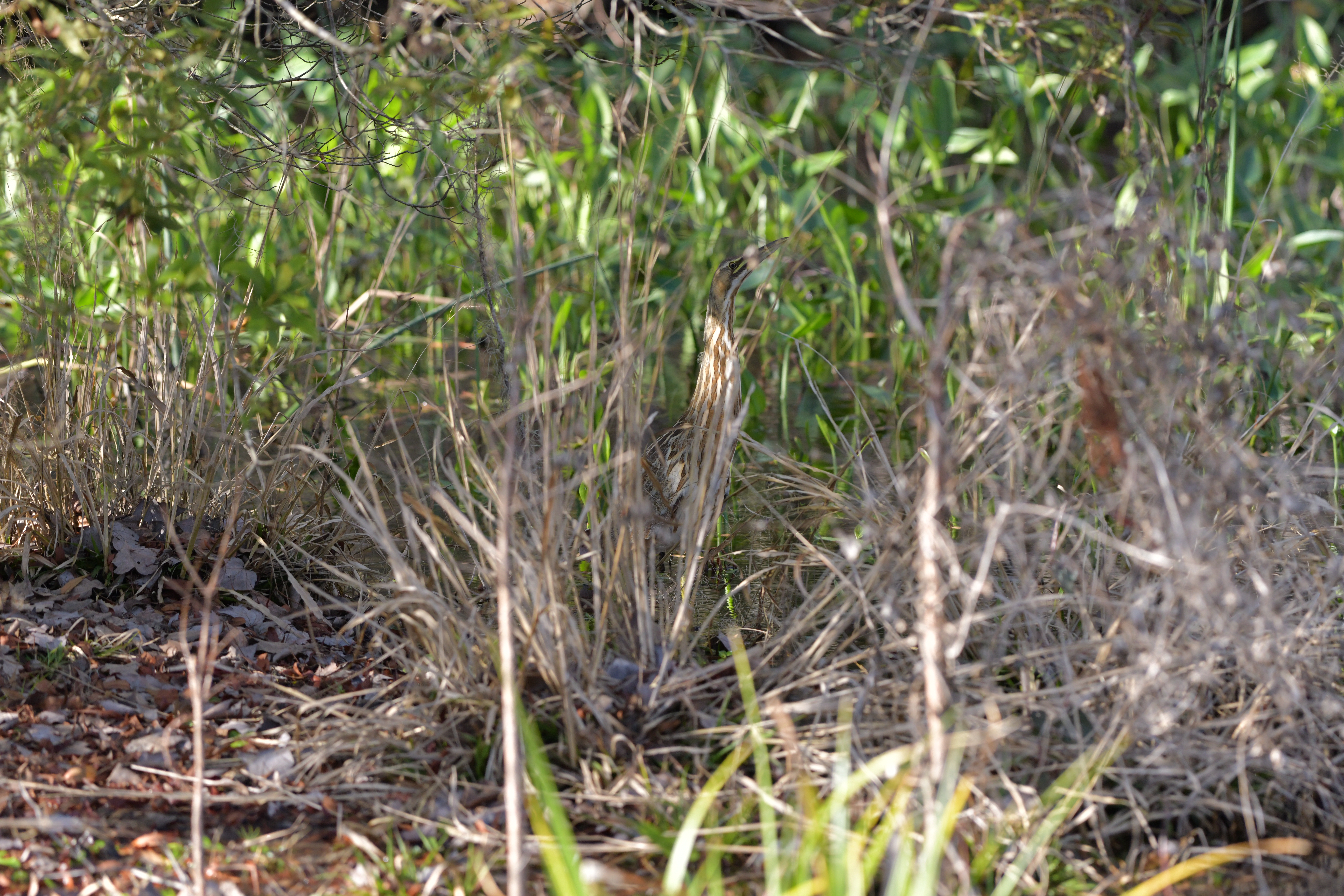
Abetouro-americano escondido na grama alta, en.

O abetouro-americano é uma ave solitária e geralmente se mantém bem escondida, sendo difícil de ser observada. Normalmente, ele caça caminhando furtivamente em águas rasas e entre a vegetação, perseguindo a presa, mas às vezes fica parado em uma emboscada. Se perceber que foi visto, ele permanece imóvel, com o bico apontado para cima, e sua coloração enigmática faz com que ele se misture à folhagem ao redor. Ele é principalmente noturno e é mais ativo ao anoitecer. Mais frequentemente ouvido do que visto, o macho tem um canto alto e estrondoso que se assemelha a uma bomba congestionada e que foi traduzido como "oong, kach, oonk". Ao emitir esse som, a cabeça da ave é lançada convulsivamente para cima e depois para frente, e o som é repetido até sete vezes.
O processo pelo qual o abetouro produz seu som característico não é totalmente compreendido. Sugeriu-se que o pássaro gradualmente incha o pescoço inflando o esôfago com ar, acompanhado de um leve clique ou som de soluço. O esôfago é mantido inflado por meio de abas ao lado da língua. Quando essa ação é concluída e o esôfago está totalmente inflado, o som característico de engolir é emitido na siringe. Quando o som termina, a ave esvazia o esôfago.
Assim como outros membros da família das garças, o abetouro-americano se alimenta em pântanos e lagoas rasas, alimentando-se principalmente de peixes, mas também consumindo anfíbios, répteis, pequenos mamíferos, crustáceos e insetos. É uma ave territorialista e tem uma exibição de ameaça que envolve erguer lentamente longas plumas brancas, anteriormente ocultas, em seus ombros, para formar extensões semelhantes a asas que quase se encontram em seu dorso, parecendo um rufo. Em seguida, o pássaro fica parado em uma postura ameaçadora ou persegue o intruso em uma posição agachada, com a cabeça retraída e um andar deslizante.
Essa ave faz seu ninho solitário em pântanos, entre vegetação grosseira, como juncos e taboas, com a fêmea construindo o ninho e o macho o guardando. O ninho geralmente fica cerca de 15 cm acima da superfície da água e consiste em uma plataforma áspera de caules e juncos mortos, às vezes com alguns galhos misturados, e forrada com pedaços de grama grossa. São postos até seis ovos, que são incubados pela fêmea por 29 dias. Os ovos têm formato ovoide sem corte, cor de oliva e sem manchas, com tamanho médio de 49 por 37 mm. Os filhotes são alimentados individualmente, cada um puxando o bico da fêmea para baixo e recebendo o alimento regurgitado diretamente em seu bico. Os filhotes deixam o ninho com cerca de duas semanas e atingem a idade adulta com seis a sete semanas.

## Status
Os números da ave estão diminuindo em muitas partes de sua área de distribuição devido à destruição de habitat. Isso é particularmente perceptível na parte sul, onde a contaminação química e o desenvolvimento humano estão reduzindo a área de habitat adequado. No entanto, a ave tem uma área de distribuição extremamente ampla e uma grande população total, e a União Internacional para a Conservação da Natureza avaliou seu status de conservação como sendo "pouco preocupante". O abetouro-americano é protegido pela Lei do Tratado de Aves Migratórias dos Estados Unidos de 1918 [en]. Também é protegido pela Lei da Convenção Canadense sobre Aves Migratórias de 1994, da qual tanto o Canadá quanto os Estados Unidos são signatários.